# Lijst van banken in Letland
Dit is een lijst van banken in  Letland

## Centrale bank
- Bank van Letland, Latvijas Banka

## Private banken
- ABLV Bank
- Baltic International Bank
- Baltikums Bank
- Bank M2M Europe
- Citadele banka
- DNB banka
- Expobank
- GE Money Bank
- Kooperatīvā sabiedrība "Rucavas krājaizdevu sabiedrība"
- Kooperatīvā sabiedrība "Skolu krājaizdevu sabiedrība"
- Latvijas pasta banka
- Meridian Trade Bank
- NORVIK BANKA
- PrivatBank
- Reģionālā investīciju banka
- Rietumu Banka
- Rigensis Bank
- SEB Banka
- Swedbank
- TRASTA KOMERCBANKA

## Dochtermaatschappijen van buitenlandse banken
- BIGBANK
- DnB NOR
- Danske Bank
- Handelsbanken
- Krediidipank
- Nordea
- Pohjola Bank
- Scania Finans Aktiebolag
- Skandinaviska Enskilda Banken (SEB)